# Doble sestercio

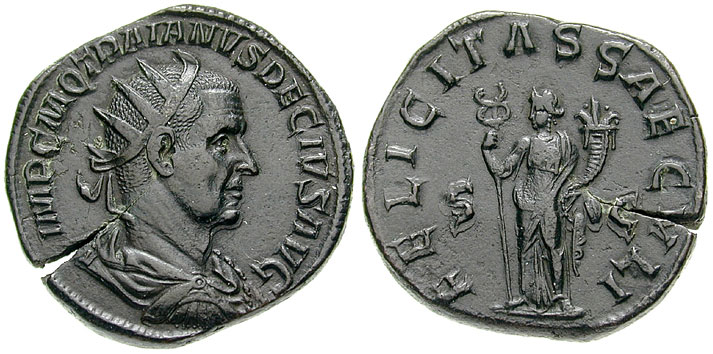
Doble sestercio de Trajano Decio (249-251). Anv: busto del emperador con corona radiada; IMP C M Q TRAIANVS DECIVS AVG.. Rev: diosa Felicitas de pie, sosteniendo caduceo y cornucopia; FELICITAS SAECVLI S-C.

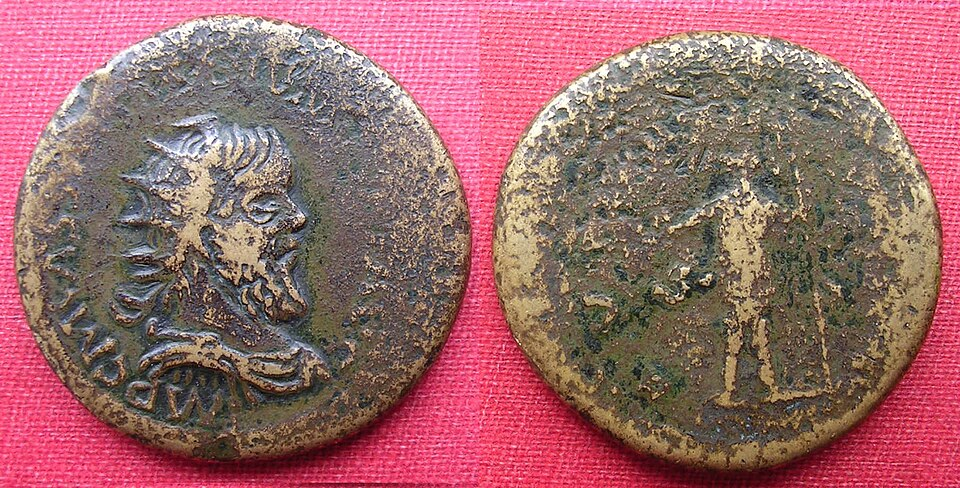
Doble sestercio de Póstumo (doble valor indicado por la corona radiada de la cabeza), realizada como reacuñación de un sestercio mucho más antiguo, probablemente del Se puede observar que el nuevo diseño no ocupa toda la superficie de la moneda más antigua, sino que deja rastros de las letras originales. c. 259-262, 34 mm de ancho.

El doble sestercio fue una moneda romana de gran tamaño, de oricalco ("oro-latón") acuñada por primera vez por el emperador Trajano Decio en 249-251, como respuesta a las presiones inflacionistas de la época, que habían devaluado el poder adquisitivo del sestercio convencional.

## Historia

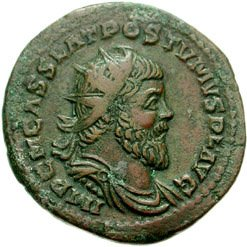
Doble sestercio del emperador usurpador Póstumo con la corona radiada, acuñado en Colonia en 261. Diámetro: 34 mm; peso: 20,76 g.

En realidad, la nueva moneda era poco más grande que el sestercio tradicional, que por entonces se fabricaba con un peso y un tamaño inferiores a los originales, y no tuvo éxito. Aunque comúnmente se describe como un sestercio "doble", probablemente sólo valía sestercio y medio.
Simultánemente a los dobles sertercios acuñados por Trajano Decio, aparecieron otros emitidos a nombre da su esposa, Herenia Etruscila, en cuyos anversos aparece un busto diademado de la emperatriz.
Este doble sestercio nació con poco éxito y cayó pronto en desuso, aunque fue recuperado por el emperador rebelde Póstumo (259-268), gobernador de un imperio secesionista que abarcaba las islas Británicas, la Galia y partes de la Germania, y que perseguía asociar a su régimen un sistema monetario reformado. Así, Póstumo emitió su propia versión del doble sestercio, para lo que en ocasiones recurrió a sestercios viejos, muy desgastados por el uso, en los que reacuñó su busto y sus propias leyendas, probablemente debido a la escasez de metal. Los dobles sestercios se terminaron a principios de 262.

Una de las características de estas monedas consiste en que el busto del emperador aparece con una corona radiada (y con un diadema las emperatrices), lo que era un indicativo del doble valor de la moneda, del mismo modo que sucedía en el caso de los dupondios o 'dobles ases', los antoninianos de vellón o 'dobles denarios' y los 'dobles áureos'.
Después del reinado de Póstumo, el sistema monetario romano sufrió una gran degeneración, y casi las únicas monedas circulantes eran las muy envilecidas de doble denario, conocidas como antoninianos o "radiadas" (por el uso de la corona radiada). El resto de las monedas que se usaban anteriormente, como el sestercio, pronto dejaron de utilizarse, y muchas se fundieron para utilizar el metal y crear nuevas monedas radiadas. En el siglo IV, incluso éstas habían dejado de utilizarse y se había creado un sistema de acuñación totalmente nuevo.